# Brachythecium borgenii
Brachythecium borgenii är en bladmossart som beskrevs av Georg Friedrich von Jaeger 1878. Brachythecium borgenii ingår i släktet gräsmossor, och familjen Brachytheciaceae. Inga underarter finns listade i Catalogue of Life.